# 음력 10월 20일
음력 10월 20일은 음력 10월의 20번째 날이다.

## 탄생
- 1971년 - 대한민국의 배우 류태준.
- 1997년 - 대한민국의 가수 류수정 (러블리즈).
- 2001년 - 대한민국의 가수 이진솔 (에이프릴).

## 사망
- 1805년 - 조선의 실학자 박지원.

## 같이 보기
- 음력 360일: 1월 2월 3월 4월 5월 6월 7월 8월 9월 10월 11월 12월
- 전날:10월 19일 다음날:10월 21일 - 전달:9월 20일 다음달:11월 20일
- 양력:10월 20일
- 음력, 윤달